# 武日 (卢瓦尔省)
武日（法語：Vougy，法語發音：[vuʒi]）是法国卢瓦尔省的一个市镇，位于该省北部，卢瓦尔河右岸，属于罗阿讷区。

## 地理
武日（46°6'12"N, 4°7'8"E）面积20.9 平方千米，位于法国奥弗涅-罗讷-阿尔卑斯大区卢瓦尔省，该省份为法国中南部省份，北起顺时针与索恩-卢瓦尔省、罗讷省、伊泽尔省、阿尔代什省、上盧瓦爾省、多姆山省和阿列省接壤。
与武日接壤的市镇（或旧市镇、城区）包括：楠达、库图夫尔、佩勒、罗阿讷、马布利、布列农、普伊苏沙尔略。
武日的时区为UTC+01:00、UTC+02:00（夏令时）。

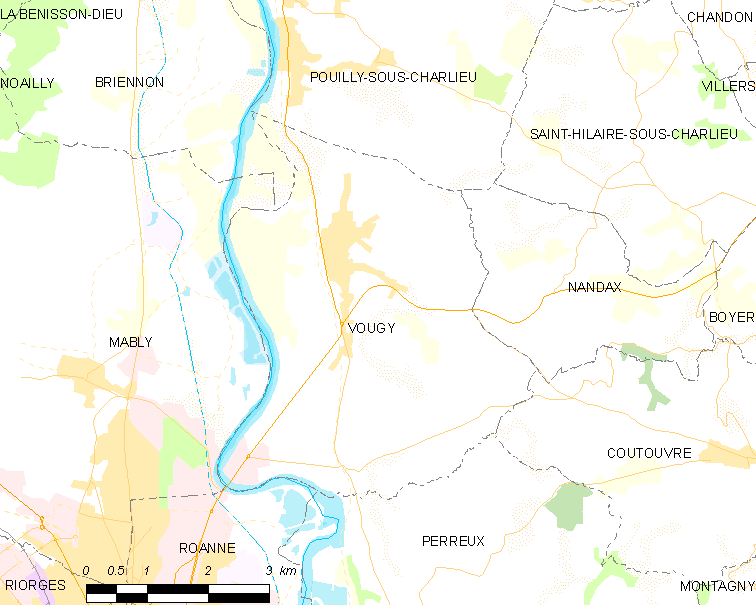
武日的OSM定位图

## 行政
武日的邮政编码为42720，INSEE市镇编码为42338。

## 政治
武日所属的省级选区为沙尔略县。

## 交通
卢瓦尔省省道D13线、D17线、D39线和D482线经过境内。

## 人口

1962-2008年间武日人口变化图示

武日于2022年1月1日时的人口数量为1523人。